# Run for Your Life
Pour le film de Terence Young, voir Marathon (film, 1988).
Pistes de Rubber Soul
If I Needed Someone
Run for Your Life est une chanson des Beatles parue en 1965 sur l'album Rubber Soul. La chanson est créditée à Lennon/McCartney bien qu'elle ait été écrite par le seul John Lennon.
La chanson fut écrite à Kenwood. Il s'agit plus d'une référence à Lennon lui-même et à ses problèmes qu'un conseil macho envers une jeune fille infidèle. C'était basé sur le vers « I'd rather see you dead little girl than to be with another man » (je préfèrerais te voir morte jeune fille plutôt qu'avec un autre homme), que John avait tiré de la chanson de 1955 d'Elvis Presley Baby Let's Play House. C'était l'une de ses chansons-confessions, transposées de la première à la troisième personne pour brouiller un peu le message. 
Paul McCartney raconte : « John était toujours en train de courir pour sauver sa vie. Contrairement à lui, je n'étais pas marié, et aucune de mes chansons n'aurait parlé de « t'attraper avec un autre homme ». Ça n'avait jamais fait partie de mes préoccupations parce que j'avais une petite amie et que j'allais aussi avec d'autres filles. C'était une relation très ouverte, alors je n'avais pas les soucis de John. C'était une chanson un peu macho. Un truc à John, largement. »
Dans une entrevue en 1973, Lennon affirme que c'est la chanson du répertoire du groupe qu'il aime le moins et même qu'il regrette de l'avoir écrite.

## Personnel
- John Lennon - Chant, guitare acoustique, guitare 12 cordes, guitare slide
- Paul McCartney - Basse, chœurs
- George Harrison - Guitare électrique, rythmique et solo
- Ringo Starr - batterie, tambourin

## Reprises
Une version de Run for Your Life interprétée par Nancy Sinatra est sortie sur son album Boots (en) en 1966. Bien qu'elle n'ait pas été diffusée à l'échelle nationale, elle a connu un succès régional dans des stations radiophoniques telles que WPTR à Albany, New York[réf. nécessaire].
La chanson a également été enregistrée par Gary Lewis & the Playboys sur leur album She's Just My Style, sorti en mars 1966. Johnny Rivers a également sorti la chanson en 1966 sur son album live, ...And I Know You Wanna Dance. Herman Brood a repris la chanson sur son album de 1989 Hooks. Le trio Thee Headcoatees l'a également repris sur leur album "Girlsville" en 1991[réf. nécessaire].
Elle fut adaptée en français par Richard Anthony sous le titre Rien pour faire une chanson[réf. nécessaire].